# Beaumont-en-Verdunois
Beaumont-en-Verdunois és un municipi francès situat al departament del Mosa i a la regió del Gran Est. L'any 2007 no tenia cap habitant.

## Demografia

### Població
El 2007 la població de fet de Beaumont-en-Verdunois era de 0 persones.
La població ha evolucionat segons el següent gràfic:
Habitants censats

## Equipaments sanitaris i escolars
El 2009 hi havia una escola elemental integrada dins d'un grup escolar amb les comunes properes formant una escola dispersa.

## Poblacions més properes
El següent diagrama mostra les poblacions més properes.